# ビクター・マルティネス
- ビクトル・マルティネス

ビクター・ヘスス・マルティネス（Víctor Jesús Martínez, 1978年12月23日 - ）は、ベネズエラ共和国ボリバル州シウダ・ボリバル出身の元プロ野球選手（捕手、一塁手、指名打者）。右投両打。愛称は「V-Mart（ヴィー・マート）」、パピーチョ。

## 経歴

### プロ入りとインディアンス時代

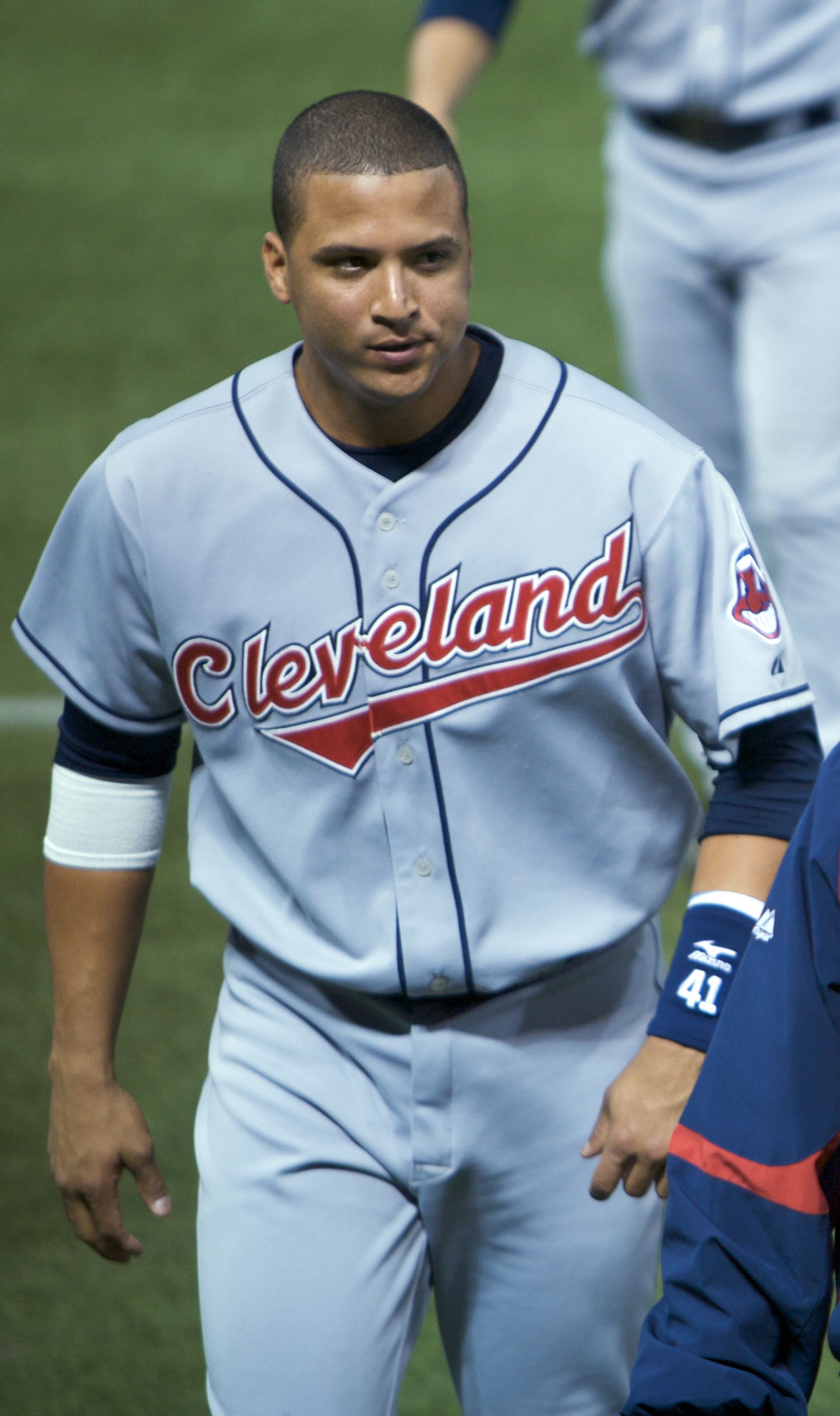
インディアンス時代（2008年）

1996年7月15日にクリーブランド・インディアンスと契約してプロ入り。1998年までベネズエラでプレーした。
1999年にはアメリカ本土へ渡り、A-級マホーニングバレー・スクラッパーズでプレー。64試合に出場して打率.277、4本塁打、36打点を記録した。
2000年はA級コロンバス・レッドスティックスとA+級キンストン・インディアンスでプレー。A+級キンストンでは26試合に出場して打率.217、8打点を記録した。
2001年はA+級キンストンでプレーし、114試合に出場して打率.329、10本塁打、57打点を記録した。
2002年3月17日にAA級アクロン・エアロズへ異動となり、そのまま開幕を迎えた。AA級アクロンでは121試合に出場して打率.336、22本塁打、85打点を記録した。9月9日にメジャーへ昇格し、翌10日のトロント・ブルージェイズ戦でデビューした。「7番・捕手」で先発起用され、4打数1安打、2打点だった。昇格後は12試合に出場して打率.281、1本塁打、5打点を記録した。シーズン終了後、インディアンス傘下の最優秀マイナー選手とイースタンリーグ最優秀選手に選出された。
2003年は前年オフに正捕手のアイナー・ディアスがテキサス・レンジャーズへ移籍したため、ジョシュ・バードと正捕手を争うことになった。球団はバードではなくマルティネスが近い将来、背負って立つ存在になるとみていたが、開幕捕手はバードが獲得し、マルティネスは3月17日にAAA級バッファロー・バイソンズへ異動となり、そのまま開幕を迎えた。打率.228と不調だったバードに代わって、6月27日にメジャーへ昇格し、正捕手の座を獲得したが、8月9日に右足首の故障で15日間の故障者リスト入りした。9月2日に復帰。この年は49試合に出場して打率.289、1本塁打、16打点を記録した。
2004年はバードの故障もあり、正捕手に抜擢。前半戦76試合で打率.290、12本塁打、63打点と活躍し、自身初のオールスターに選出された。7月16日のシアトル・マリナーズ戦では5安打、3本塁打、7打点の大活躍だった。この年は141試合に出場し、捕手としてMLB最多の21本塁打、101打点を挙げ、1997年にサンディー・アロマー・ジュニアが記録した83打点の捕手としての球団記録を更新。オフの11月3日にシルバースラッガー賞を受賞した。
2005年はシーズン開幕直前の4月5日に総額1550万ドルの5年契約（契約金100万ドル、2010年・700万ドルの球団オプション付き）を結んだ。この年から背番号を「41」に変更し、引退まで一貫して同じ番号となった。シーズンでは147試合に出場して打率.305、20本塁打、80打点を記録した。
2006年はシーズン開幕前の3月に開催された第1回ワールド・ベースボール・クラシック（WBC）のベネズエラ代表に選出された。シーズンでは153試合に出場して打率.316、16本塁打、93打点を記録した。
2007年は自己最多となる25本塁打、114打点を記録し、3年ぶり2度目のオールスターに選出された。守備では盗塁阻止率は32.0%と自己最高を更新。疲労軽減のため、一塁手として前年を上回る30試合に出場した。MVP投票では7位だった。
2008年は右肘の痛みを開幕時から抱え、開幕戦ではハムストリングの肉離れを起こしたが、その後も出場を続けた。しかし、本塁打が0のまま6月12日、右肘痛で故障者リスト入り。その後、内視鏡で骨片除去手術を受け、2カ月以上戦線を離れた。73試合の出場に終わり、打率.278、2本塁打、35打点の不振だった。

### レッドソックス時代
2009年7月31日にジャスティン・マスターソン、ニック・ハガダン、ブライアン・プライスとのトレードで、ボストン・レッドソックスへ移籍した。移籍前は、99試合で15本塁打を放っていたが、打率が3割に届いていなかった。一方で、レッドソックスに加入した後は、本塁打は8本だったが、移籍後の56試合で打率.336を記録した。シーズントータルでは、打率.303、23本塁打、108打点という打撃成績を記録した。打率.300、20本塁打、100打点をいずれも2年ぶりに記録した。オフの11月9日にレッドソックスが翌年の契約オプションを行使した。このシーズンまでレッドソックスの正捕手はジェイソン・バリテックだったが、バリテックが捕球を苦手としていたナックルボーラーのティム・ウェイクフィールドが先発する際は専属捕手として起用された。
2010年は前半戦66試合に出場して打率.289、9本塁打、38打点と好調を維持していたが、6月29日に左手親指の故障で15日間の故障者リスト入りした。7月4日にはオールスターに選出されたが、故障により出場を辞退した。7月26日に復帰。この年は127試合に出場して打率.302、20本塁打、79打点を記録した。オフの11月1日にFAとなった。11月23日にレッドソックスから年俸調停のオファーを受けた。

### タイガース時代
2010年11月26日にデトロイト・タイガースと総額5000万ドルの4年契約を結んだ。

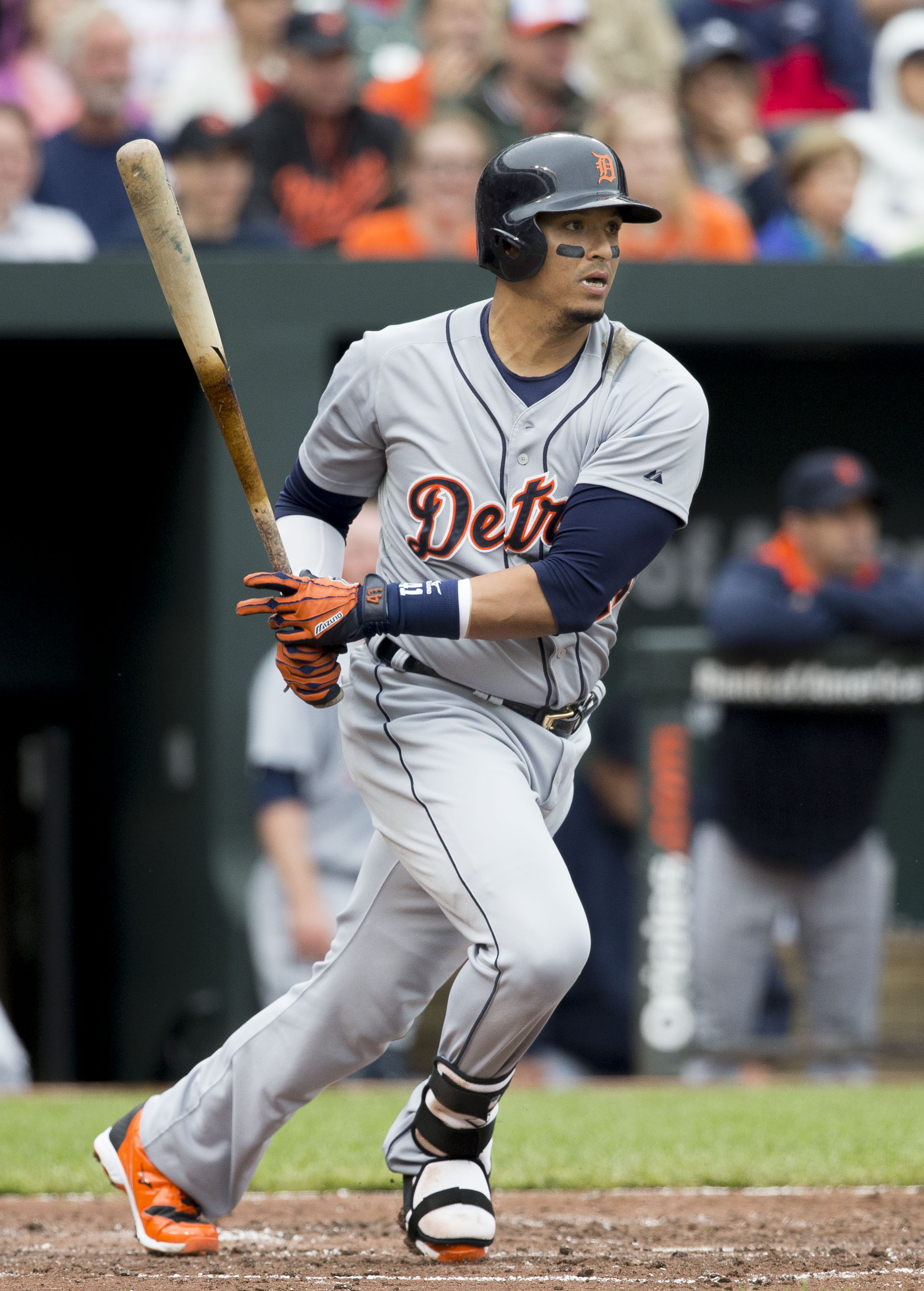
デトロイト・タイガースでの現役時代
（2014年5月14日）

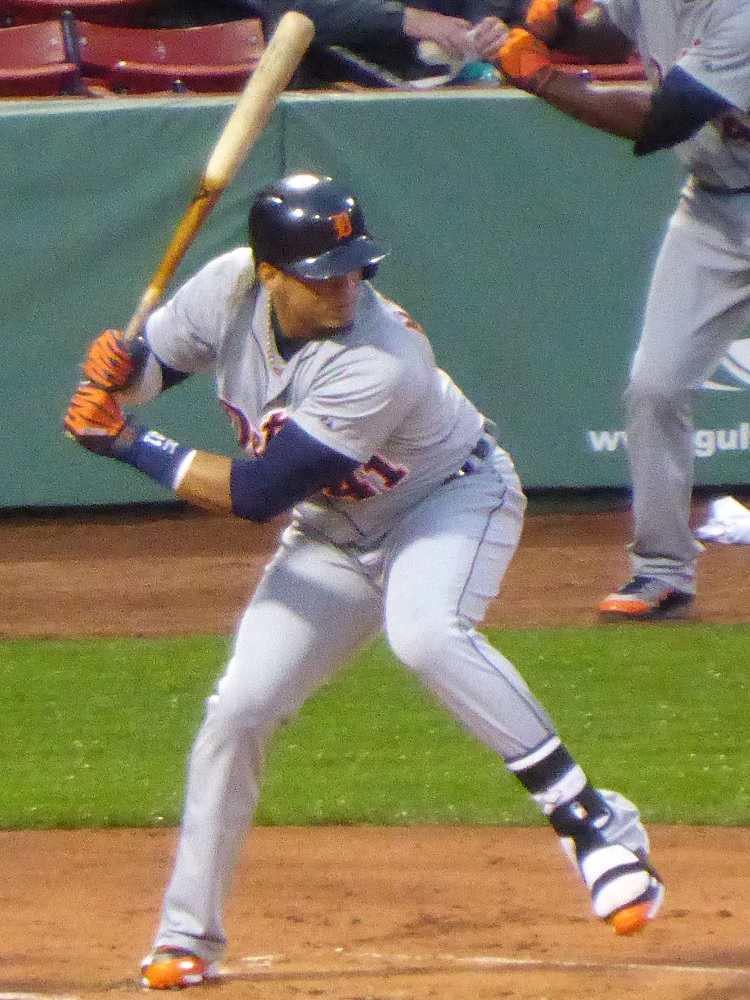
右打席でのマルティネス
（2014年5月16日）

2011年は正捕手のアレックス・アビラ、一塁にはミゲル・カブレラがいたため、移籍後も指名打者としての起用となった。4月19日に右鼠径部の痛みで15日間の故障者リスト入りし、5月4日に復帰。9月11日にはリーグでグース・ゴスリン（4本）以来77年ぶりとなる1試合3併殺打を記録した。この年は145試合に出場して打率.330、12本塁打、103打点を記録した。
2012年1月にフロリダ州オーランドにある自宅でトレーニングしていたが、アジリティドリルを行っていた際に左膝を痛め、前十字靭帯断裂と診断され、1月27日にマイクロフラクチャー手術と半月板の修復手術を行った。3月12日に60日間の故障者リスト入りした。その後左膝の再建手術を行う予定だったが、予想以上に回復が進み、行う必要がなくなった。しかしシーズン中に故障から復帰することはできず、そのままシーズンを終えた。オフの10月29日に故障者リストから外れた。
2013年は故障から復帰し、開幕から指名打者として起用された。開幕後は6月末まで打率が.230以下と不調が続いたが、9月後半に3割台へ持ち直した。この年は159試合に出場して打率.301、14本塁打、83打点を記録した。
2014年は前半戦80試合で打率.328、21本塁打、55打点と活躍し、7月に4年ぶり5度目となるオールスターに選出された。この年は151試合に出場し、自己最高となる打率.335、32本塁打（自身唯一の30本台）、103打点（2年ぶりの100打点以上）を記録。出塁率.409とOPS.974はリーグ1位だった。塁打数は自身唯一の300以上となる317だった。オフの10月30日にFAとなった。11月4日にはタイガースの年間最優秀選手に選出され、6日には10年ぶり2度目となるシルバースラッガー賞を受賞した。MVP投票ではマイク・トラウトに次ぐ2位だった。11月14日にタイガースと総額6800万ドルの4年契約で再契約した。12月4日にはエドガー・マルティネス賞を受賞した。
2015年は指名打者のとして120試合に出場したが、打撃不振に陥ったため打率は.245に終わり、5年連続（全休の2012年を除く）3割台だったのが途切れた。本塁打も前年比約3分の1となる11本に留まった。なお、11本目の本塁打で通算200本塁打を達成した。
2016年の開幕戦と2試合目で2試合連続代打本塁打を記録し、史上初の選手となった。このシーズンは154試合に出場して打率.289、27本塁打、86打点、OPS.826。90三振は自己最多ながら、通算1000打点も達成した。オフの12月11日に第4回WBCのベネズエラ代表への参加の意思を表明した。
2017年はシーズン開幕前の2月8日に第4回WBCのベネズエラ代表に選出され、3大会ぶり2度目の選出を果たした。シーズンでは7月7日のインディアンス戦でカルロス・カラスコから通算2000本安打を達成した。8月27日に同年6月の故障者リスト入りの要因となった不整脈が再発し、カテーテル・アブレーション治療を受けることになり、再び故障者リスト入り。残りシーズンを欠場することになった。
2018年は開幕から復帰したが、前半戦を打率.231で折り返し、9月15日にこの年限りでの現役引退を表明。同日、古巣でもあるインディアンスの本拠地で行われた試合の前にセレモニーが行われた。9月22日、引退試合としてタイガースの本拠地コメリカ・パークで行われたカンザスシティ・ロイヤルズ戦に「4番・一塁手」で先発出場。現役最後の打席となった1回裏の第1打席で内野安打を放った。代走を送られると、観衆の大歓声の中、ベンチへと引き上げ、監督のロン・ガーデンハイアーや仲間と抱擁を交わした。MLBで最も足の遅い選手の1人と評されるなかで、現役最後の安打が内野安打だったことについて「私の最後のヒットとしてパーフェクトだね。ヒットはヒットさ。どんな形かは重要ではない。チームの勝利に貢献することだ」と述べている。

## 選手としての特徴
通算423二塁打・246本塁打の長打力がある一方で、三振率は通算10.9%と非常に低い。
通算3三塁打・7盗塁・264併殺打を記録し、走力は非常に低い。2011年には1試合3併殺打を記録した。
ポストシーズン通算39試合で打率.315・6本塁打・22打点・OPS.878で、レギュラーシーズン以上の成績を残したが、ワールドシリーズへの出場はなかった。

## 詳細情報

### 年度別打撃成績
| 年 度     | 球 団     | 試 合 | 打 席 | 打 数 | 得 点 | 安 打 | 二 塁 打 | 三 塁 打 | 本 塁 打 | 塁 打 | 打 点 | 盗 塁 | 盗 塁 死 | 犠 打 | 犠 飛 | 四 球 | 敬 遠 | 死 球 | 三 振 | 併 殺 打 | 打 率 | 出 塁 率 | 長 打 率 | O P S |
| --------- | --------- | ----- | ----- | ----- | ----- | ----- | -------- | -------- | -------- | ----- | ----- | ----- | -------- | ----- | ----- | ----- | ----- | ----- | ----- | -------- | ----- | -------- | -------- | ----- |
| 2002      | CLE       | 12    | 36    | 32    | 2     | 9     | 1        | 0        | 1        | 13    | 5     | 0     | 0        | 0     | 1     | 3     | 0     | 0     | 2     | 1        | .281  | .333     | .406     | .739  |
| 2003      | CLE       | 49    | 174   | 159   | 15    | 46    | 4        | 0        | 1        | 53    | 16    | 1     | 1        | 0     | 1     | 13    | 0     | 1     | 21    | 8        | .289  | .345     | .333     | .678  |
| 2004      | CLE       | 141   | 591   | 520   | 77    | 147   | 38       | 1        | 23       | 256   | 108   | 0     | 1        | 0     | 6     | 60    | 11    | 5     | 69    | 16       | .283  | .359     | .492     | .851  |
| 2005      | CLE       | 147   | 622   | 547   | 73    | 167   | 33       | 0        | 20       | 260   | 80    | 0     | 1        | 0     | 7     | 63    | 9     | 5     | 78    | 16       | .305  | .378     | .475     | .853  |
| 2006      | CLE       | 153   | 652   | 572   | 82    | 181   | 37       | 0        | 16       | 266   | 93    | 0     | 0        | 0     | 6     | 71    | 8     | 3     | 78    | 27       | .316  | .391     | .465     | .856  |
| 2007      | CLE       | 147   | 645   | 562   | 78    | 169   | 40       | 0        | 25       | 284   | 114   | 0     | 0        | 0     | 11    | 62    | 12    | 10    | 76    | 19       | .301  | .374     | .505     | .879  |
| 2008      | CLE       | 73    | 294   | 266   | 30    | 74    | 17       | 0        | 2        | 97    | 35    | 0     | 0        | 0     | 3     | 24    | 4     | 1     | 32    | 12       | .278  | .337     | .365     | .702  |
| 2009      | CLE       | 99    | 435   | 377   | 56    | 107   | 21       | 1        | 15       | 175   | 67    | 0     | 0        | 0     | 5     | 51    | 3     | 2     | 51    | 11       | .284  | .368     | .464     | .832  |
| 2009      | BOS       | 56    | 237   | 211   | 32    | 71    | 12       | 0        | 8        | 107   | 41    | 1     | 0        | 0     | 1     | 24    | 0     | 1     | 23    | 6        | .336  | .405     | .507     | .912  |
| '09計     | BOS       | 155   | 672   | 588   | 88    | 178   | 33       | 1        | 23       | 282   | 108   | 1     | 0        | 0     | 6     | 75    | 3     | 3     | 74    | 17       | .303  | .381     | .480     | .861  |
| 2010      | BOS       | 127   | 538   | 493   | 64    | 149   | 32       | 1        | 20       | 243   | 79    | 1     | 0        | 0     | 5     | 40    | 5     | 0     | 52    | 17       | .302  | .351     | .493     | .844  |
| 2011      | DET       | 145   | 595   | 540   | 76    | 178   | 40       | 0        | 12       | 254   | 103   | 1     | 0        | 0     | 7     | 46    | 6     | 2     | 51    | 20       | .330  | .380     | .470     | .850  |
| 2013      | DET       | 159   | 668   | 605   | 68    | 182   | 36       | 0        | 14       | 260   | 83    | 0     | 2        | 0     | 8     | 54    | 10    | 1     | 62    | 23       | .301  | .355     | .430     | .785  |
| 2014      | DET       | 151   | 641   | 561   | 87    | 188   | 33       | 0        | 32       | 317   | 103   | 3     | 2        | 0     | 6     | 70    | 28    | 4     | 42    | 17       | .335  | .409     | .565     | .974  |
| 2015      | DET       | 120   | 485   | 440   | 39    | 108   | 20       | 0        | 11       | 161   | 64    | 0     | 0        | 0     | 7     | 31    | 8     | 7     | 52    | 18       | .245  | .301     | .366     | .667  |
| 2016      | DET       | 154   | 610   | 553   | 65    | 160   | 22       | 0        | 27       | 263   | 86    | 0     | 0        | 0     | 3     | 50    | 8     | 4     | 90    | 19       | .289  | .351     | .476     | .826  |
| 2017      | DET       | 107   | 435   | 392   | 38    | 100   | 16       | 0        | 10       | 146   | 47    | 0     | 0        | 0     | 2     | 36    | 3     | 5     | 63    | 15       | .255  | .324     | .372     | .697  |
| 2018      | DET       | 133   | 508   | 467   | 32    | 117   | 21       | 0        | 9        | 165   | 54    | 0     | 0        | 0     | 7     | 32    | 4     | 2     | 49    | 19       | .251  | .297     | .353     | .651  |
| MLB：16年 | MLB：16年 | 1973  | 8166  | 7297  | 914   | 2153  | 423      | 3        | 246      | 3320  | 1178  | 7     | 7        | 0     | 86    | 730   | 119   | 53    | 891   | 264      | .295  | .360     | .455     | .815  |

- 各年度の太字はリーグ最高

### 年度別守備成績
| 年 度 | 球 団 | 捕手（C） | 捕手（C） | 捕手（C） | 捕手（C） | 捕手（C） | 捕手（C） | 捕手（C） | 捕手（C） | 捕手（C） | 捕手（C） | 捕手（C） | 一塁（1B） | 一塁（1B） | 一塁（1B） | 一塁（1B） | 一塁（1B） | 一塁（1B） |
| 年 度 | 球 団 | 試 合     | 刺 殺     | 補 殺     | 失 策     | 併 殺     | 守 備 率  | 捕 逸     | 企 図 数  | 許 盗 塁  | 盗 塁 刺  | 阻 止 率  | 試 合      | 刺 殺      | 補 殺      | 失 策      | 併 殺      | 守 備 率   |
| ----- | ----- | --------- | --------- | --------- | --------- | --------- | --------- | --------- | --------- | --------- | --------- | --------- | ---------- | ---------- | ---------- | ---------- | ---------- | ---------- |
| 2002  | CLE   | 9         | 55        | 2         | 1         | 0         | .983      | 1         | 13        | 11        | 2         | .154      | -          | -          | -          | -          | -          | -          |
| 2003  | CLE   | 40        | 231       | 23        | 1         | 2         | .996      | 3         | 29        | 20        | 9         | .310      | -          | -          | -          | -          | -          | -          |
| 2004  | CLE   | 132       | 865       | 61        | 6         | 11        | .994      | 9         | 119       | 89        | 30        | .252      | -          | -          | -          | -          | -          | -          |
| 2005  | CLE   | 142       | 904       | 58        | 5         | 6         | .995      | 3         | 125       | 96        | 29        | .232      | -          | -          | -          | -          | -          | -          |
| 2006  | CLE   | 133       | 753       | 45        | 8         | 7         | .990      | 4         | 122       | 100       | 22        | .180      | 22         | 149        | 5          | 0          | 15         | 1.000      |
| 2007  | CLE   | 121       | 779       | 53        | 4         | 8         | .995      | 6         | 103       | 70        | 33        | .320      | 30         | 187        | 13         | 1          | 18         | .995       |
| 2008  | CLE   | 55        | 328       | 16        | 3         | 1         | .991      | 2         | 35        | 22        | 13        | .371      | 10         | 82         | 4          | 1          | 9          | .989       |
| 2009  | CLE   | 52        | 285       | 14        | 0         | 2         | 1.000     | 3         | 46        | 39        | 7         | .152      | 47         | 348        | 17         | 3          | 41         | .992       |
| 2009  | BOS   | 33        | 215       | 8         | 4         | 1         | .982      | 1         | 19        | 17        | 2         | .105      | 23         | 160        | 3          | 0          | 14         | 1.000      |
| '09計 | BOS   | 85        | 500       | 22        | 4         | 3         | .992      | 4         | 65        | 56        | 9         | .138      | 70         | 508        | 20         | 3          | 55         | .994       |
| 2010  | BOS   | 110       | 778       | 44        | 6         | 2         | .993      | 4         | 126       | 99        | 27        | .214      | 14         | 95         | 14         | 2          | 10         | .982       |
| 2011  | DET   | 26        | 141       | 17        | 2         | 3         | .988      | 0         | 37        | 29        | 8         | .216      | 6          | 38         | 10         | 0          | 4          | 1.000      |
| 2013  | DET   | 3         | 18        | 4         | 0         | 0         | 1.000     | 0         | 1         | 1         | 0         | .000      | 11         | 85         | 14         | 0          | 3          | 1.000      |
| 2014  | DET   | 2         | 23        | 2         | 2         | 0         | .926      | 1         | 4         | 3         | 1         | .250      | 35         | 251        | 16         | 3          | 24         | .989       |
| 2015  | DET   | -         | -         | -         | -         | -         | -         | -         | -         | -         | -         | -         | 10         | 81         | 5          | 1          | 13         | .989       |
| 2016  | DET   | -         | -         | -         | -         | -         | -         | -         | -         | -         | -         | -         | 5          | 36         | 0          | 0          | 4          | 1.000      |
| 2018  | DET   | -         | -         | -         | -         | -         | -         | -         | -         | -         | -         | -         | 1          | 1          | 0          | 0          | 0          | 1.000      |
| MLB   | MLB   | 858       | 5375      | 347       | 42        | 43        | .993      | 37        | 779       | 596       | 183       | .235      | 214        | 1513       | 101        | 11         | 155        | .993       |

### 表彰
- シルバースラッガー賞：2回
  - 捕手部門：1回（2004年）
  - 指名打者部門：1回（2014年）
- エドガー・マルティネス賞：1回（2014年）
- プレイヤー・オブ・ザ・マンス：1回（2014年8月）

### 記録
- MLBオールスターゲーム選出：5回（2004年、2007年、2009年、2010年、2014年）
- 開幕から2試合連続代打本塁打（2016年）※史上初[35]
- 左右打席本塁打：6
- 満塁本塁打：5

### 背番号
- 63（2002年）
- 20（2003年）
- 41（2004年 - 2018年）

### 代表歴
- 2006 ワールド・ベースボール・クラシック・ベネズエラ代表
- 2017 ワールド・ベースボール・クラシック・ベネズエラ代表